# Vanice Kerubo Nyagisera
Vanice Kerubo Nyagisera (* 4. April 2001) ist eine kenianische Hürdenläuferin, die sich auf die 400-Meter-Distanz spezialisiert hat. 2019 siegte sie über diese Distanz bei den Afrikaspielen in Rabat.

## Sportliche Laufbahn
Erste internationale Erfahrungen sammelte Vanice Kerubo Nyagisera 2018 bei den Afrikanischen Jugendspielen in Algier, bei denen sie in 16,61 s die Bronzemedaille im 100-Meter-Hürdenlauf gewann. Im Jahr darauf qualifizierte sie sich für die Afrikaspiele in Rabat, bei denen sie völlig überraschend in 56,95 s die Goldmedaille über 400 m Hürden gewann. 2024 belegte sie bei den Afrikaspielen in Accra in 58,35 s den fünften Platz. Im Mai verpasste sie bei den World Athletics Relays in Nassau eine Direktqualifikation über 4-mal 400 Meter für die Olympischen Spiele in Paris. Im Juni belegte sie bei den Afrikameisterschaften in Douala in 59,77 s den siebten Platz über 400 m Hürden.
In den Jahren 2019 und 2024 wurde Nyagisera kenianische Meisterin im 400-Meter-Hürdenlauf.

## Persönliche Bestzeiten
- 100 m Hürden: 15,86 s, 21. März 2019 in Nairobi
- 400 m Hürden: 56,95 s, 30. August 2019 in Rabat